# Kohndo
Kohndo, anciennement stylisé KoHndo de son nom complet Kohndo Assogba, né le 17 juin 1975 à Saint-Cloud (Hauts-de-Seine), est un rappeur et chanteur franco-béninois.

## Biographie

### Jeunesse et débuts
Kohndo Assogba est né à Saint-Cloud, dans les Hauts-de-Seine,. Il emménage ensuite au Bénin, en Afrique de l'ouest, d'où il est originaire. Il revient quelques années plus tard en France, et grandit à Bobigny, en Seine-Saint-Denis. En 1984, il découvre le hip-hop grâce à une émission appelée H.I.P. H.O.P, animée par Sidney Duteil. En 1987, il emménage dans la cité du Pont de Sèvre à Boulogne-Billancourt. Là-bas, il se lie d'amitié avec son voisin du dessous, comme lui originaire du Bénin, Zoxea, membre des Sages Poètes de la Rue. Avec Zoxea, Kohndo commence à faire du beatbox puis à rapper. Zoxea présente Kohndo à son cousin Egosyst ; avec ce dernier il forme le groupe Coup d’État Phonique, aux côtés du producteur Lumumba et du rappeur Raphaël.
En 1993, il fait la rencontre de Daddy Lord C, rappeur et ancien des Black Dragons, un gang parisien. Avec Daddy Lord C, le producteur Chimiste, Mush le Phonky Bwana, Jelahee et Rocca, le Coup d’État Phonique forme La Cliqua et Kohndo prend le nom de Doc Odnok. Leur album Conçu Pour Durer, paraît en 1995 chez Arsenal Records et est plébiscité par le public et la critique. Il apparaît par la suite sur de nombreux projets du label Arsenal Records : Représente le vrai hip-hop sur Rap Contact en 1996 ; Ascension et Paris la nuit, sur l'album de Rocca Entre Deux Mondes en 1997 : Mot pour mot et Rap contact II. Néanmoins, en 1997, Egosyst décide de quitter La Cliqua. Kohndo reste dans le groupe jusqu'en 1998 avant de le quitter également.

### Après La Cliqua
Kohndo collabore notamment sur La Fin du monde avec N.A.P, sur Le réveil avec Koma. Il intervient sur la bande originale du film Zonzon puis Rap À Cité (Paris - New-York - Marseille), et Esprit Nubien (avec Egosyst et Bazooka). En 1999, Kohndo publie le mini-album Prélude à l’Odyssée, où il explique souhaiter offrir au public « un hip-hop authentique qui traite de sujets matures tout en conservant l’énergie de la rue »[réf. nécessaire]. Kohndo sort ensuite deux EP supplémentaires : Jungle Boogie (2000) et J’entends les Sirènes (2001) — en 2004, Kohndo sortira Blindtest qui regroupera ses différents maxis. Au début de l’année 2003, il signe chez Ascetic Music, et sort Tout Est Écrit son premier album, bien accueilli par la presse spécialisée grâce à ses sonorités soul et jazz.

### Stick to Ground
Kohndo publie son deuxième album solo en 2006  Deux Pieds sur Terre / Stick to Ground, en partie mixé à Détroit, dans le Michigan, aux côtés de Slum Village et Dwele ; il y fait participer Jaheim et Insight, et, côté français on peut entendre 20Syl de Hocus Pocus, DJ Brasco, ainsi que Jee 2 Tuluz et Stix (tous deux déjà apparus sur Tout Est Écrit). Sur cet album, Kohndo s'essaye à une jonction entre son univers parisien et l’esprit new-yorkais d’un hip-hop qu’il aime à qualifier de « Roots ».

### Dernières activités
En avril 2008, Kohndo et d'autres membres de La Cliqua remontent sur scène au Festival l'Original de Lyon.
En mai 2011, l'album Soul Inside mélangeant rap, soul et funk sort dans les bacs. Cet album produit par son propre label Greenstone Records, contient un morceau avec Ekoué de La Rumeur. En décembre 2014, l'album Tout Est Écrit est réédité avec quatre titres supplémentaires.
Il va aider la nouvelle génération de rappeur parisien, porté par L'Entourage et La 75ème Session, à se faire une place sur la scène française. Il participera notamment à l'épisode 28 de Grünt, aux côtés de Jazzy Bazz, Alpha Wann ou encore Aladin 135, il mènera plusieurs collaborations avec des membres de l'Entourage, et viendra rapper dans le Planète Rap de Jazzy Bazz.
En 2021, il réédite de son album Soul inside.
En mars 2023, il publie son 5e album studio Plus haut que la tour Eiffel, un opus de 20 titres chez la maison de disque La Couveuse. Il s'agit d'une épopée musicale qui narre le périple initiatique d'un jeune béninois, Manga, sensible à l'appel de l'océan poussé par son désir d'ailleurs. Manga quitte sa terre natale pour se lancer à la découverte d'un frère qu'il n'a jamais rencontré dans une métropole de rêve : Paris. Le texte publié chez Jean-Claude Lattès a reçu le prix Jacques-Scherer en septembre 2024.
Le 8 septembre il reçoit le prix coup de cœur Charles Cros de la chanson francophone 2023.
Le 15 septembre, Kohndo a donné un concert avec ses musiciens au New Morning.

## Discographie

### EPs et maxis
- 1999 : Prélude à l’Odyssée (EP — Exil Records)
- 2000 : Jungle Boogie (EP — Exil Records)
- 2001 : J’entends les Sirènes (Woop ! Woop !) (EP — Nothing but Soul Records)
- 2005 : Dis-Moi ce qu’Elles Veulent (feat. Slum Village) b/w Stick to Ground (feat. Insight) (12" — Ascetic Music, Greenstone Records)
- 2006 : D’un Mot à l’Autre / Sur le Toit du Monde (12" — Ascetic Music, Greenstone Records)

### Compilations et mixtapes
- 2009 : Classic and Rare Joints (mixtape, Greenstone Records)
- 2012 :
  - Soul Bag (compilation, Greenstone Records)
  - The Soul Brother Blens (Jee Van Cleef — autoproduit)

### Apparitions
- 1994 : in Sortir du tunnel (Neg de la Peg)
  - Méfiance - Coup d'État Phonik, Zoxea et Moda
- 1996 : in Le Vrai Hip-Hop (Arsenal Records & Barclay)
  - Rap contact - La Cliqua
  - Ascension - Coup d'État Phonik
  - Paris la nuit - La Cliqua
- 1997 :
  - On se retrouvera - East feat. Kohndo & Daddy Lord C
  - Mot pour mot - Rocca feat. Kohndo
  - Rap contact II - Rocca feat. La Cliqua
- 1998 :
  - Front Nubien - Kohndo, IMS, Cercle Vicieux
  - Au Sommet de Paris - NAP (La fin du monde)
  - Zonzon (Soundtrack)
  - Rap À Cité (Paris, New York, Marseille) (compilation)
  - Le réveil - Koma
- 2003 : Qui Sommeille en moi - Triptik (TR-303)
- 2006 : Du Sable sur les Paupières - Hocus Pocus
- 2008 : Regretter le Temps (Hommage à Fredy K) - Madison, Mokobe, Manu Key, Kohndo, Daddy Lord C, Ill, Zoxea
- 2009 : Music Hall - Blackstamp Music
- 2012 : Hip-Hop Ninja Remix - Vicelow